# 巴伐利亞的索菲公主
苏菲公主，本名弗蕾德里克·苏菲·多萝西·威廉明妮（Friederike Sophie Dorothee Wilhelmine，1805年1月27日—1872年5月28日），奥地利大公夫人，法蘭茲·卡爾大公之妻（1824年結婚），巴伐利亞國王马克西米利安一世和妻子巴登的卡羅琳之女。

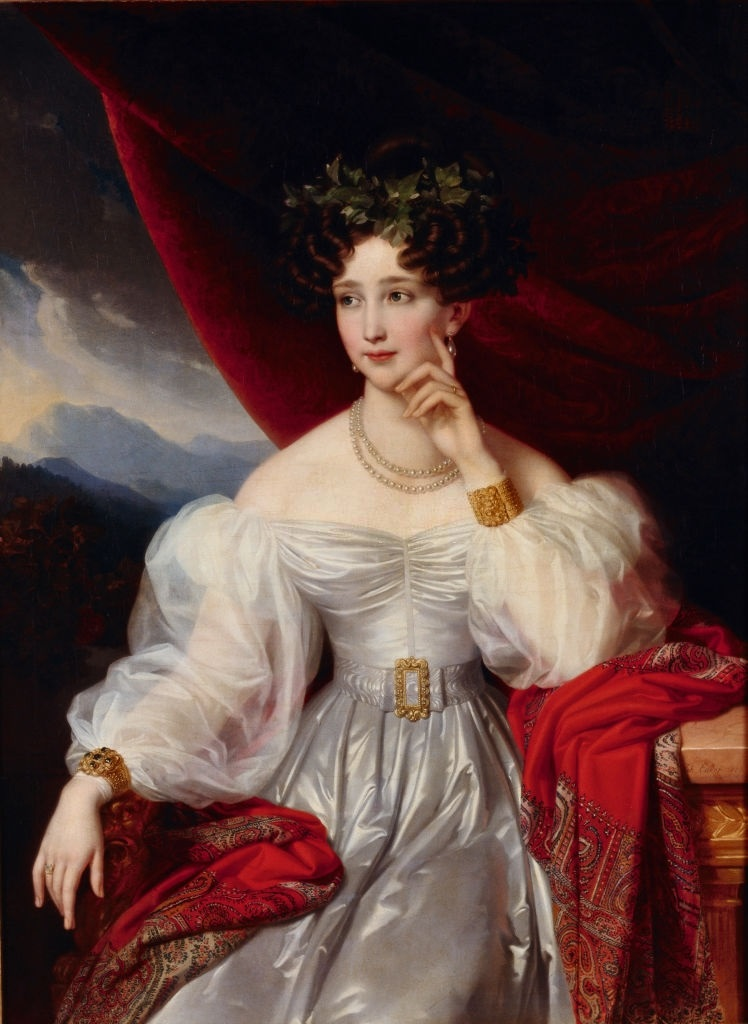
1830年的蘇菲畫像，已嫁為大公妃六年

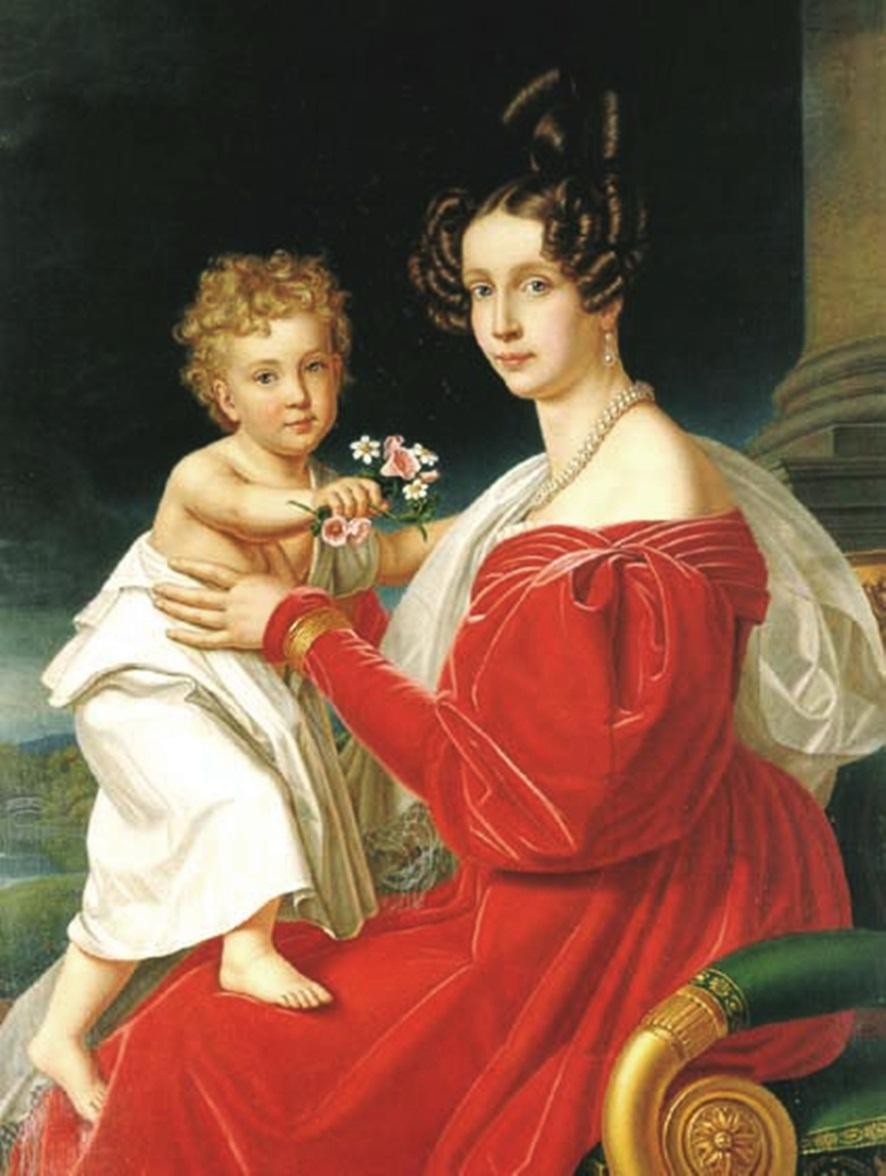
1830年與長子弗朗茨的畫像

1848年，在大伯(丈夫的哥哥)斐迪南一世退位后，苏菲敦促丈夫放弃继承权，而由自己的长子继位，苏菲也由此放弃成为奥地利皇后的机会。长子即是奥匈帝国皇帝弗朗茨·约瑟夫一世，而她也成為幕後掌權人、皇宮中的最高實權者。

## 个人生活
她與長子的皇后──茜茜公主（蘇菲的外甥女）的婆媳問題，長期以來受到外人的關注和好奇，因此也被認為是茜茜公主悲劇命運的始作俑者之一。
她年輕時與拿破崙二世（一直住在奧地利宮廷中）長期維持著友好的緊密關係，因此有謠言說她結婚後和小拿破崙發生外遇關係，甚至有人猜測1832年她生出的第二個兒子──馬西米連諾一世，其實是拿破崙二世（剛好死於1832年馬西米連諾出生後二周）的私生子。雖然無法證實這些謠言，但她確實是小拿破崙的至交好友，也為他的死而哀痛不已。在後世的小說作品中，蘇菲被描寫為因小拿破崙之死而性情大變，從此變成一個冷酷無情、野心勃勃的惡質女性。